# Levočská vysočina
Levočská vysočina je geomorfologický podcelek Levočských vrchů. Nejvyšším vrcholem podcelku je Čierna hora s nadmořskou výškou 1289 m n. m.

## Polohopis
Podcelek zabírá centrální, nejvyšší část pohoří. Na severozápadě, severu a jihu pokračují Levočské vrchy svými podcelky Levočská vrchovina a Levočské planiny. Východním a severovýchodním směrem leží Spišsko-šarišské medzihorie s podcelky Šarišské podolie a Jakubianská brázda. 

## Vybrané vrcholy
- Čierna hora (1289 m n. m.) - nejvyšší vrch podcelku i pohoří
- Siminy (1 287,2 m n. m.)
- Ihla (1 282,6 m n. m.)
- Repisko (1 250,8 m n. m.)
- Zámčisko (1 236,4 m n. m.)

## Turismus
Do roku 2011 byl v Levočských vrších v provozu Vojenský újezd Javorina, proto byl v té době pohyb lidí v celém pohoří značně omezen. Po zrušení vojenského újezdu započala postupná obnova turistických tras a zpřístupnění zajímavých míst po zaniklých obcích. Z města Stará Ľubovňa vede  červeně značená turistická trasa přes vrcholy Rysová, Ihla, Derežová, Javor a Javorina do Levočské doliny.